# صقر عطیف
صقر عطیف (انگلیسی: Saqer Otaif؛ زادهٔ ۳ سپتامبر ۱۹۹۰) یک ورزشکار اهل عربستان سعودی است.
از باشگاه‌هایی که در آن بازی کرده‌است می‌توان به باشگاه فوتبال الشباب عربستان سعودی، و باشگاه فوتبال الشباب عربستان سعودی، و باشگاه فوتبال الوحده عربستان سعودی اشاره کرد.